# 돌아이
돌아이는 1985년에 개봉한 대한민국의 영화이다.

## 캐스팅
- 전영록 : 석이/돌아이 역
- 민복기
- 오덕
- 김미현
- 손은주
- 엄도일